# Canton d'Oloron-Sainte-Marie-Ouest
Le canton d'Oloron-Sainte-Marie-Ouest est une ancienne division administrative française, située dans le département des Pyrénées-Atlantiques et la région Aquitaine.

## Composition
Le canton regroupe 11 communes:
- Agnos
- Aren
- Asasp-Arros
- Esquiule
- Géronce
- Geüs-d'Oloron
- Gurmençon
- Moumour
- Oloron-Sainte-Marie (partie)
- Orin
- Saint-Goin

## Représentation

### Conseillers généraux de 1833 à 2015
Le canton s'appelait "Canton de Sainte-Marie" jusqu'en 1858 (loi du 18 mai 1858).
| Période           | Identité                                               | Parti                  | Qualité |
| ----------------- | ------------------------------------------------------ | ---------------------- | --- |
| 1833-1837 (décès) | Antoine-Augustin Laffore (1783-1837)                   | Majorité ministérielle | Négociant, homme d'affaires Propriétaire rentier à Bidos                                                    |
| 1837-1862 (décès) | Denis Lamotte d'Incamps (1797-1862)                    | Droite                 | Avocat général à la Cour de Pau puis Procureur du Roi à Bagnères-de-Bigorre                                 |
| 1862-1889         | Denis Lamotte d'Incamps (fils du précédent, 1837-1893) | Droite                 | Juge suppléant à Pau                                                                                        |
| 1889-1919         | Auguste Peyré                                          | Républicain            | Greffier du Tribunal civil, Oloron-Sainte-Marie                                                             |
| 1919-1931         | Jean-Baptiste Loubière (1859-1936)                     | RG                     | Négociant à Oloron-Sainte-Marie                                                                             |
| 1931-1940         | Joseph Vignau                                          | RG                     | Maire d'Oloron-Sainte-Marie (1932-1935), conseiller d'arrondissement Nommé conseiller départemental en 1943 |
|                   |                                                        |                        | |
| 1945-1970         | Ferdinand Lafargue (1907-1996)                         | DVD                    | Docteur en droit, Oloron-Sainte-Marie                                                                       |
| 1970-1976         | Robert Malherbe (1918-2004)                            | Centriste              | Agriculteur Adjoint au maire d'Oloron-Sainte-Marie                                                          |
| 1976-1983 (décès) | Henri Laclau (1920-1983)                               | PS                     | Maire d'Oloron-Sainte-Marie (1977-1983)                                                                     |
| 1983-1988         | Henri Gréchez (1937-2021)                              | PS                     | Conseiller en affaires et en gestion Adjoint au maire d'Oloron-Sainte-Marie                                 |
| 1988-2015         | Hervé Lucbéreilh                                       | RPR puis UMP puis CNIP | Cadre commercial Maire d'Oloron-Sainte-Marie de 2001 à 2008 et de 2014 à 2020                               |

### Conseillers d'arrondissement (de 1833 à 1940)
| Période                                  | Période | Identité                                            | Étiquette | Qualité |
| ---------------------------------------- | ------- | --------------------------------------------------- | --------- | --- |
| 1833                                     | 1839    | M. Lagarde                                          |           | Propriétaire rentier à Saint-Goin                                                                           |
| 1839                                     | 1848    | Jérôme Antoine Laurent Casamayor-Dufaur (1795-1864) |           | Médecin à Sainte-Marie                                                                                      |
|                                          |         |                                                     |           | |
| 1892                                     |         | Bertrand Loubet                                     | Radical   | Adjoint au maire d'Oloron, Président du Conseil d'arrondissement                                            |
|                                          |         |                                                     |           | |
| 1928                                     | 1931    | Joseph Vignau                                       | RG        | Propriétaire à Oloron                                                                                       |
| 1931                                     | 1940    | Paul Malherbe                                       | RG        | Agriculteur, conseiller municipal d'Oloron                                                                  |
| 1940                                     |         |                                                     |           | Les conseils d'arrondissement ont été suspendus par la loi du 12 octobre 1940 et n'ont jamais été réactivés |
| Les données manquantes sont à compléter. |         |                                                     |           | |

## Démographie
| 1962 | 1968 | 1975 | 1982 | 1990   | 1999   | 2006   | 2011   | 2012   |
| ---- | ---- | ---- | ---- | ------ | ------ | ------ | ------ | ------ |
| -    | -    | -    | -    | 11 096 | 11 212 | 11 524 | 11 682 | 11 594 |